# Signo de Phalen

Sección transversal a través de la muñeca y dedos. (El nervio mediano es el punto amarillo cerca del centro. No se indica el túnel carpiano, pero se puede observar la estructura circular que rodea al nervio)

El signo de Phalen es una prueba clínica, diagnóstica de síndrome del túnel carpiano, descubierta por el ortopedista estadounidense George S. Phalen.

## Técnica
Se solicita al paciente que realice una flexión forzada de la muñeca afecta durante aproximadamente 60 segundos. A medida que la muñeca se flexiona, el flexor común profundo de los dedos se contrae en dirección proximal, arrastrando los lumbricales consigo. En algunos individuos, los lumbricales pueden ser "arrastrados" hacia el túnel carpiano, aumentando así la presión a dicho nivel debido al efecto masa provocado. Así, la maniobra de Phalen puede provocar un pinzamiento del nervio mediano entre el borde del ligamento transverso del carpo y el borde distal del radio. Al comprimir dicho nervio, se provocan los síntomas característicos del túnel carpiano (como quemazón, hormigueo y adormecimiento de los dedos pulgar, índice y anular). La provocación de dichos síntomas mediante esta maniobra es muy sugestiva de que el paciente padezca un síndrome del túnel carpiano.
Que el Phalen sea negativo no descarta dicho síndrome, ya que no en todos los individuos afectados se producirá el efecto masa previamente descrito.

## Fiabilidad
En estudios de fiabilidad diagnóstica, la sensibilidad del signo de Phalen  varía entre un 51 y un 91%, mientras que su especificidad varía entre un 33 y un 88%.

## Phalen inverso
La maniobra de Phalen inversa se realiza solicitándole al paciente una extensión forzada de las muñecas, habitualmente juntando las palmas en "actitud orante". Es positiva cuando los síntomas descritos previamente aparecen en los primeros treinta segundos del test.